# 烟台街俄式建筑群
烟台街俄式建筑群，位于辽宁省大连市西岗区站北街道。已列为辽宁省文物保护单位。

## 历史
烟台街在沙俄时期称季莫夫街，日据时期称山城町。

## 建筑
- 原大连市政厅达鲁尼市政府大楼
- 俄罗斯正教会达里尼教堂，建于1902年，日据时期改为大连寻常高等小学校。

## 保护
2013年3月25日，烟台街近代建筑群由大连市人民政府公布为第六批大连市文物保护单位。
2014年10月，烟台街俄式建筑群公布为第九批辽宁省文物保护单位，编号9-157。